# Lancia Kappa
Lancia Kappa eller Lancia k (type 838) var en mellem efteråret 1994 og slutningen af 2000 bygget øvre mellemklassebil fra den italienske bilfabrikant Lancia.
Bilen fandtes som firedørs sedan, femdørs stationcar og todørs coupé. Modellen delte navn med en historisk model bygget mellem 1919 og 1922.

## Historie
Kappa var fra november 1994 efterfølgeren for Thema og Lancias flagskib, og kom efter en meget lang udviklingsperiode, som skulle eliminere alle former for børnesygdomme og sikre et højt kvalitetsniveau.
Fastlagt blev skrivemåden Lancia k, og på alle sprog den italienske udtale Lancia Kappa.
Bilen var designet af Lancias interne designafdeling Lancia Centro Stile under medvirken af designfirmaet IDEA fra Torino og bygget på en platform med den interne betegnelse "D".
Motorprogrammet omfattede en 2,0-liters firecylindret turbomotor (205 hk), en 2,0-liters femcylindret motor (145 hk), en 2,4-liters femcylindret motor (175 hk), en 3,0-liters V6-motor (204 hk) samt en 2,4-liters turbodiesel (124 hk). 2,0'eren fandtes både med lav og høj gearing, og fik i 1996 sin effekt øget til 155 hk. Kappa SW 2,4 fandtes også med den såkaldte PowerDrive-gearkasse.
Kappas udstyr var omfangsrigt og omfattede bl.a. højde- og længdejusterbart rat og en i el-bagruden integreret radioantenne, Check-Control-system, automatisk klimaanlæg (afhængigt af version), velourindtræk (alcantara eller læder fra Poltrona Frau efter ønske), ABS samt dobbelt airbag. Ved introduktionen fandtes modellen i udstyrsvarianterne LE, LS og LX. Radioerne i den første serie var fra Clarion og i samme design som betjeningen til klimaanlægget.
En version med forlænget akselafstand og todelt B-søjle med ekstra ruder blev bygget i fem eksemplarer udelukkende i mørkebrun, hvoraf to blev forsynet med vinyltag og benyttet af Fiat-koncernens ledelse. Af de tre andre eksemplarer eksisterer stadigvæk to, alle fire biler er i dag samleobjekter og mindst en befinder sig i Schweiz. Hvert enkelt eksemplar adskiller sig fra de andre i detaljer.

## Tilbehør
Til Lancia Kappa kunne fås tilbehør fra LineaAccessori-programmet som f.eks. tagbagagebærer, trægearknop, regulerbare støddæmpere og følgende fælge:
- Fælge til Lancia Kappa
- Alufælge SL-1187
- Alufælge SL-1188. Officielt kun ekstraudstyr til SW, produceret af Speedline.
- Alufælge fra Coupé til alle versioner, produceret af Speedline.

## Facelift
I maj 1998 fik Kappa-serien et let facelift. De vigtigste nyheder var to nye motorer, en 2,0-liters femcylindret turbomotor med 220 hk og 2,4 JTD, en turbodieselmotor med commonrail-indsprøjtning som ydede 136 hk. Samtidig fik modellen sideairbags.
Gennem fuldstændig i bilens farve lakerede kofangere, højglansende træindlæg og et gennemgående antracitfarvet instrumentbræt virkede modellen mere moderne. Nyt ekstraudstyr var fartpilot og xenonforlygter.
LE-modellen udgik, selv om alufælge, tågeforlygter og alcantaraindtræk stadigvæk ikke var standard i basismodellen.

## Kappa SW
Stationcarversionen af Kappa var ligesom sin forgænger, Thema SW, designet og bygget af Pininfarina.
Modellen blev introduceret i juni 1996.
Der blev bygget 9.193 eksemplarer af Kappa SW.

## Kappa Coupé
Kappa Coupé blev mellem januar 1997 og juni 2000 bygget af det italienske karrosseribyggefirma Maggiora.
Frem til A-søjlen var Limousine og Coupé identiske, mens resten af karrosseriet var nydesignet. Bagruden gik flydende ned ad bagenden, hvilket skulle ligne Lancia Flaminia Coupé fra 1960'erne.
Kabinen havde som standard Recaro-stole i alcantara. En læderkabine fra det italienske møbelfirma Poltrona Frau, som fandtes i 12 forskellige farvevarianter ("Kaleidos Leather"), kunne tilkøbes som ekstraudstyr.
Kappa Coupé fandtes kun med de største benzinmotorer fra 175 hk og opefter.
Carrozzeria Maggiora i Chivasso fremstillede Kappa Coupé i totalt 3.271 eksemplarer. Dermed er Kappa Coupé en af de mest sjældne, serieproducerede biler.

## Resonans
Samlet set blev der bygget 117.216 eksemplarer af Kappa, heraf 104.752 Limousiner, 9.193 SW'er samt 3.271 coupéer. Dermed blev der bygget flest eksemplarer af Limousinen, men kun 4% SW'er og 2% coupéer. Produktionen af Kappa Limousine og Kappa SW sluttede i december 2000. Dens efterfølger blev fra marts 2002 sedanen Lancia Thesis, mens SW og coupé stadigvæk ingen efterfølger har fået.
Bilen var ministerbil i Italien og Polen. I 2002 var Kappa foran Alfa 166 den mest udbredte bil hos italienske politikere. Privat kørte Václav Havel en Kappa 2,0 16V fra 1997 til 2006, hvorefter bilen gik i en privat samling.
Giovanni Agnelli kørte en forlænget Kappa (med indsat midterstykke) som tjenestevogn. Forsæderne var forsynet med blåt læder og bagsæderne med stof, da Agnelli ikke ønskede lædersæder. Bagdørene var forsynet med meget store askebægre.

## Trivia
- Strengt taget er skrivemåden for det græske lille bogstav Kappa κ og ikke k. Limousine og SW benævnes i interne dokumenter k, og Coupé som kC. Dog står der k på typeskiltene på forskærmene.

## Tekniske data
|                                                | 2,0                   | 2,0                             | 2,0 t                     | 2,0 t                             | 2,4                   | 3,0                             | 2,4 td                    | 2,4 JTD                   |
| Byggeperiode                                   | 1994−1996             | 1996−2000                       | 1994−1998                 | 1998−2000                         | 1994−2000             | 1994−2000                       | 1994−1998                 | 1998−2000                 |
| Motordata                                      |                       |                                 |                           |                                   |                       |                                 |                           |                           |
| Motorkode                                      | 838A1000              | 838A6000                        | 838A4000                  | 175A3000                          | 838A2000              | 838B000                         | 838A7000                  | 838A8000                  |
| Motortype                                      | R5-benzinmotor        | R5-benzinmotor                  | R4-benzinmotor            | R5-benzinmotor                    | R5-benzinmotor        | V6-benzinmotor                  | R5-dieselmotor            | R5-dieselmotor            |
| Antal ventiler pr. cylinder                    | 4                     | 4                               | 4                         | 4                                 | 4                     | 4                               | 2                         | 2                         |
| Ventilstyring                                  | DOHC, tandrem         | DOHC, tandrem                   | DOHC, tandrem             | DOHC, tandrem                     | DOHC, tandrem         | 2 × DOHC, tandrem               | OHC, tandrem              | OHC, tandrem              |
| Fødesystem                                     | Multipoint            | Multipoint                      | Multipoint                | Multipoint                        | Multipoint            | Multipoint                      | Hvirvelkammer             | Commonrail                |
| Trykladning                                    | –                     | –                               | Turbolader, ladeluftkøler | Turbolader, ladeluftkøler         | –                     | –                               | Turbolader, ladeluftkøler | Turbolader, ladeluftkøler |
| Køling                                         | Vandkøling            | Vandkøling                      | Vandkøling                | Vandkøling                        | Vandkøling            | Vandkøling                      | Vandkøling                | Vandkøling                |
| Boring × slaglængde                            | 82,00 × 75,65 mm      | 82,00 × 75,65 mm                | 84,00 × 90,00 mm          | 82,00 × 75,65 mm                  | 83,00 × 90,40 mm      | 93,00 × 72,60 mm                | 82,00 × 90,40 mm          | 82,00 × 90,40 mm          |
| Slagvolume                                     | 1998 cm³              | 1998 cm³                        | 1995 cm³                  | 1998 cm³                          | 2446 cm³              | 2959 cm³                        | 2387 cm³                  | 2387 cm³                  |
| Kompressionsforhold                            | 10,0:1                | 10,4:1                          | 8,0:1                     | 8,5:1                             | 10,0:1                | 10,0:1                          | 20,7:1                    | 18,45:1                   |
| Maks. effekt ved omdr./min.                    | 107 kW (145 hk) /6100 | 114 kW (155 hk) /6500           | 151 kW (205 hk) /5600     | 162 kW (220 hk) /6000             | 129 kW (175 hk) /6100 | 150 kW (204 hk) /6300           | 91 kW (124 hk) /4000      | 100 kW (136 hk) /4250     |
| Maks. drejningsmoment ved omdr./min.           | 185 Nm /4500          | 186 Nm /4000                    | 298 Nm /2750              | 309 Nm /2750                      | 230 Nm /3750          | 270 Nm /4500                    | 265 Nm /2000              | 304 Nm /2000              |
| Kraftoverførsel                                |                       |                                 |                           |                                   |                       |                                 |                           |                           |
| Drivende hjul                                  | Forhjul               | Forhjul                         | Forhjul                   | Forhjul                           | Forhjul               | Forhjul                         | Forhjul                   | Forhjul                   |
| Gearkasse (standardudstyr)                     | 5-trins manuel        | 5-trins manuel                  | 5-trins manuel            | 5-trins manuel                    | 5-trins manuel        | 5-trins manuel                  | 5-trins manuel            | 5-trins manuel            |
| Gearkasse (ekstraudstyr)                       | 4-trins automatisk    | 4-trins automatisk              | –                         | –                                 | 4-trins automatisk    | 4-trins automatisk              | –                         | –                         |
| Præstationer (Limousine)1                      |                       |                                 |                           |                                   |                       |                                 |                           |                           |
| Topfart                                        | 205 km/t              | 212 km/t (210 km/t)             | 235 km/t                  | 243 km/t                          | 218 km/t (212 km/t)   | 225 km/t (220 km/t)             | 193 km/t                  | 202 km/t                  |
| Acceleration 0-100 km/t                        | 9,8 sek.              | 9,2 sek. (12,1 sek.)            | 7,3 sek.                  | 7,3 sek.                          | 8,7 sek. (10,5 sek.)  | 8,0 sek. (9,8 sek.)             | 10,7 sek.                 | 10,0 sek.                 |
| Brændstofforbrug pr. 100 km ved blandet kørsel | 9,4 liter Blyfri 95   | 8,5 liter (8,7 liter) Blyfri 95 | 9,0 liter Blyfri 95       | 8,1 liter Blyfri 95               | 9,4 liter Blyfri 95   | 9,8 liter (9,5 liter) Blyfri 95 | 8,4 liter Diesel          | 7,7 liter Diesel          |
| Præstationer (SW)1                             |                       |                                 |                           |                                   |                       |                                 |                           |                           |
| Topfart                                        | –                     | 205 km/t                        | 230 km/t                  | 235 km/t                          | 212 km/t (206 km/t)   | 218 km/t                        | 190 km/t                  | 200 km/t                  |
| Acceleration 0-100 km/t                        | –                     | 10,0 sek.                       | 8,3 sek.                  | 7,7 sek.                          | 8,9 sek. (10,7 sek.)  | 9,0 sek.                        | 11,5 sek.                 | 10,8 sek.                 |
| Brændstofforbrug pr. 100 km ved blandet kørsel | –                     | 10,8 liter Blyfri 95            | 10,5 liter Blyfri 95      | 10,9 liter (11,6 liter) Blyfri 95 | 11,0 liter Blyfri 95  | 12,7 liter Blyfri 95            | 8,6 liter Diesel          | 7,8 liter Diesel          |
| Præstationer (Coupé)1                          |                       |                                 |                           |                                   |                       |                                 |                           |                           |
| Topfart                                        | –                     | –                               | 235 km/t                  | 243 km/t                          | 218 km/t              | 220 km/t                        | –                         | –                         |
| Acceleration 0-100 km/t                        | –                     | –                               | 7,3 sek.                  | 7,3 sek.                          | 8,7 sek.              | 9,8 sek.                        | –                         | –                         |
| Brændstofforbrug pr. 100 km ved blandet kørsel | –                     | –                               |                           |                                   | 10,7 liter Blyfri 95  | (12,3 liter) Blyfri 95          | –                         | –                         |
| Billede                                        |                       |                                 |                           |                                   |                       |                                 |                           |                           |
|                                                |                       |                                 |                           |                                   |                       |                                 |                           |                           |